# Госпиталь-штрассе (аллея)

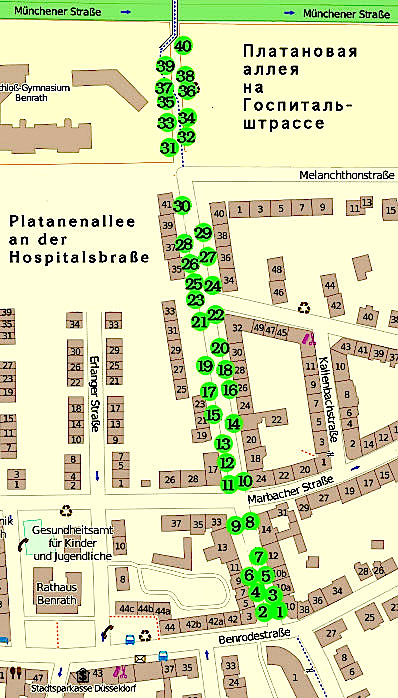
План аллеи Госпиталь-штрассе

Платановая аллея на Госпиталь-штрассе (нем. Platanenallee an der Hospitalstraße), — одна из 11 охраняемых законом аллей в административном районе Бенрат города Дюссельдорф (Северный Рейн-Вестфалия, Германия).

## Общая характеристика
Как малый природоохранный объект аллея зарегистрирована, согласно §47а LG Ландшафтного законодательства по охране аллей земли Северный Рейн-Вестфалия 16 ноября 2009 года (само законодательство разработано в 2007 году) в полном соответствии с программой ЕС «Натура 2000» (NATURA 2000). Кадастровый номер аллеи: AL-D-0048 (или  7660170). Длина аллеи — 418 метров. Всего в регистре аллеи зафиксировано 40 платанов двух генераций: старой (первой) с диаметром деревьев 38 — 50 см и новой (второй)  с диаметром 14 — 38 см. Кроны платанов смыкаются над проезжей частью улицы, образуя зелёный тоннель. Пространство проезжей части между платанами используется в качестве автомобильных парковок для жителей соседних домов.
Вид платана: платан клёнолистный (лондонский) (Platanus × acerifolia) — гибрид платана западного и платана восточного, в настоящее время являющийся основным европейским видом платана.

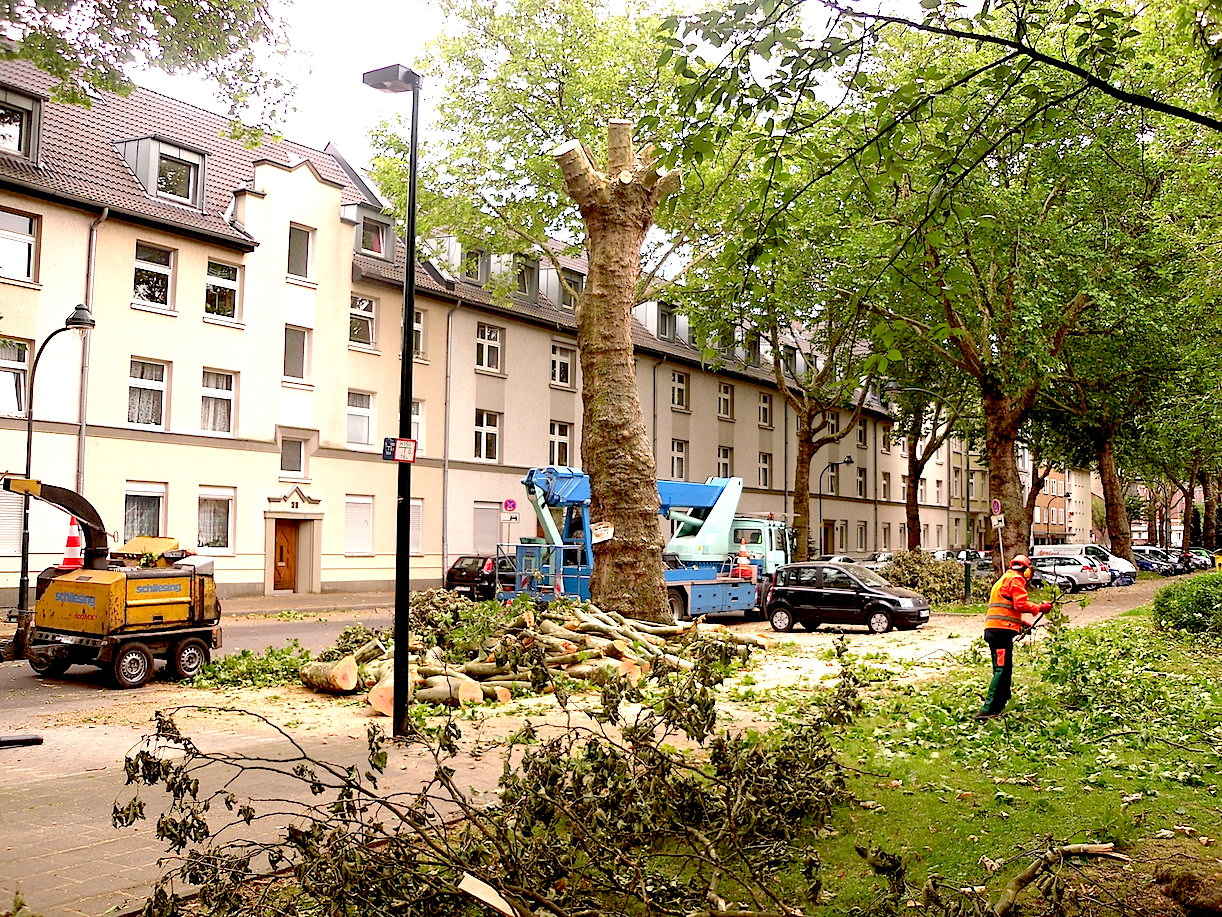
Повреждённый платан. 16 июня 2014.

## Ураган 9 июня 2014
Несмотря на то, что ураган нанёс катастрофический ущерб находящемуся рядом парку Бенрат, старая платановая аллея на Госпиталь-штрассе пострадала минимально, что связано с защитным эффектом многоквартирных зданий. Оказались обломанными крупные суки двух старых платанов (один из них пришлось спилить и заменить молодым насаждением). Все деревья устояли под напором ветра скоростью до 150 км/час.

## Дополнительно
До 20 марта 1975 года аллея продолжалась в сторону Райсхольца до пересечения с улицей Бриде-штрассе (Briedestraße). Но после введения в эксплуатацию скоростной улицы Мюнхенер Штрассе, которая разорвала улицу Госпиталь-штрассе на две части (в Райсхольце она в настоящее время называется Карл-Хоман-Штрассе), часть аллеи оказалась в Райсхольце и не была внесена в регистр охраняемых аллей Дюссельдорфа, хотя там имеются три старых платана первой генерации и достаточно много платанов второй генерации.